# 胡安·曼努埃尔·桑托斯
胡安·曼努埃尔·桑托斯·卡尔德隆（西班牙語：Juan Manuel Santos Calderón，1951年8月10日—），哥伦比亚政治人物，经济学家，前任哥伦比亚总统，2016年諾貝爾和平獎得主。

## 生平
1951年8月10日，桑托斯在哥伦比亚首都波哥大出生，曾就讀于波哥大的私立高中聖卡洛斯學院（Colegio San Carlos）。後來因爲入伍哥倫比亞海軍而轉學到哥伦比亚卡塔赫纳的卡塔赫纳海军学院，1969年畢業。
畢業後他前往美国就讀于堪萨斯大学，1973年獲得經濟管理學士學位，後前往倫敦就讀于倫敦政治經濟學院，1975年獲經濟發展學碩士學位。此後返回美國，在哈佛大學约翰·F·肯尼迪政府学院攻讀公共管理碩士，1981年畢業。
學業結束後，他在1981年通過福布莱特计划前往塔夫茨大學擔任訪問學者，1988年成爲哈佛大學尼曼學者。

### 政治生涯
1991年，桑托斯出任哥伦比亚对外贸易部长。2000年，出任财政和公共信贷部长。
2005年，桑托斯创立哥伦比亚民族团结社会党，並得到總統阿尔瓦罗·乌里韦·贝莱斯的支持，民族团结社会党成為執政黨，並與保守黨結為中間偏右執政聯盟。2006年至2009年，出任国防部长。

#### 總統
2010年，由於最高法院駁回修憲，時任總統乌里韦無法再透過修憲尋求連任，因此桑托斯作为執政党民族团结社会党的候选人参与哥伦比亚总统选举，在6月20日举行的总统选举第二轮投票中，桑托斯以高票战胜在野中間派抉擇綠黨候选人安塔纳斯·莫茨库斯，成功当选为哥伦比亚总统。成為總統後，執政党民族团结社会党與中間派的自由黨組建聯合政府。前總統乌里韦后因不滿桑托斯轉向中間派，以及反對桑托斯與武裝組織及游擊隊FARC進行和平談判，另組右派政黨民主中心。
2014年6月，在总统选举第二轮投票中成功连任，擊敗右派政黨民主中心黨的候選人。
2016年6月23日，反政府武装组织哥伦比亚革命武装力量－人民军與哥倫比亞總統胡安·曼努埃爾·桑托斯在哈瓦那簽訂停戰條約，雖然還須經過公投決定，但此舉已經結束長達50年的內戰。8月24日，哥伦比亚政府与哥伦比亚革命武装力量在古巴首都哈瓦那达成最终全面和平协议，协议包括停战、农村改革、打击贩毒、被遣散的游击队员可参与政治、建立过渡性司法机构等内容，公民投票时间订在10月2日。但公投以支持 49.77%，反對 50.22%，意外遭到否決，與先前民調結果大相逕庭。不过虽然如此，同年10月7日他仍获得诺贝尔和平奖。他将把诺贝尔和平奖奖金捐给哥伦比亚内战受难者。

### 卸任後
2021年6月11日，桑托斯在國家真相委員會會議上請求在2002年至2008年期間（他在後期擔任國防部長）因為軍隊「殺良冒功」而喪命的數千人的家屬寬恕。

## 家庭
他出生于一个显赫的家族。他的叔祖父爱德华多·桑托斯曾於1938年到1942年担任哥伦比亚总统，并且是该国主要报纸《El Tiempo》的拥有者。他的父亲恩里克·桑托斯·卡斯蒂略（Enrique Santos Castillo）担任该报编辑超过50年。他的兄弟恩里克·桑托斯·卡尔德隆（Enrique Santos Calderón）担任该报主任达10年直到它于2007年售予西班牙的Planeta公司。他的侄子弗朗西斯科·桑托斯·卡尔德隆（Francisco Santos Calderón）在乌里韦政府中担任副总统（2002-2010）。
1987年他与平面设计师瑪麗亞·克萊門絲婭·羅德里格斯·穆內拉（María Clemencia Rodríguez Múnera）结婚。两人育有三个孩子：馬丁（Martín）、瑪麗亞·安東妮婭（María Antonia）和埃斯特班（Esteban）。